# Amtsgericht Meppen
Das Amtsgericht Meppen  ist ein Gericht der ordentlichen Gerichtsbarkeit und eines von sieben Amtsgerichten im Bezirk des Landgerichts Osnabrück.
Sitz des Gerichts ist Meppen in Niedersachsen. 
Dem Amtsgericht Meppen ist das Landgericht Osnabrück übergeordnet. Zuständiges Oberlandesgericht ist das Oberlandesgericht Oldenburg.
2016 wurde Anette Schneckenberger Direktorin des Gerichts.

## Geschichte
Im Jahre 1826 wurde das Herzogtum Arenberg-Meppen als Standesherrschaft im Königreich Hannover wieder eingerichtet. In Meppen bestand das Standesherrlich Herzoglich-Arenberg’sche Amt Meppen als Verwaltungsbezirk und Gericht erster Instanz. Diesem war die Standesherrliche Herzoglich-Arenbergische Justiz-Kanzley zu Haselünne als Gericht zweiter Instanz übergeordnet.
Nach der Revolution von 1848 wurde im Königreich Hannover die Rechtsprechung von der Verwaltung getrennt und die Patrimonialgerichtsbarkeit abgeschafft.
Das Amtsgericht wurde daraufhin mit der Verordnung vom 7. August 1852 die Bildung der Amtsgerichte und unteren Verwaltungsbehörden betreffend als königlich hannoversches Amtsgericht gegründet. 
Es umfasste das Amt Meppen und die Stadt Meppen.
Das Amtsgericht war dem Obergericht Meppen (ab 1875 dem Obergericht Osnabrück) untergeordnet. Mit der Annexion Hannovers durch Preußen wurde es zu einem preußischen Amtsgericht in der Provinz Hannover.
Zum 1. Oktober 1875 wurde das Amtsgericht Haselünne aufgehoben und dessen Gerichtsbezirk dem Amtsgericht Meppen zugeordnet.
Mit dem Inkrafttreten des deutschen Gerichtsverfassungsgesetzes am 1. Oktober 1879 wurden reichsweit einheitlich Amts-, Land- und Oberlandesgerichte geschaffen. Das Amtsgericht Meppen blieb bestehe und war nun dem Landgericht Osnabrück nachgeordnet.
Sein Gerichtsbezirk umfasste nun aus dem Landkreis Meppen das Amt Meppen und das Amt Haselünne ohne den Gemeindebezirk Wachtum. Am Gericht bestanden 1880 zwei Richterstellen. Das Amtsgericht war damit ein mittelgroßes Amtsgericht im Landgerichtsbezirk. Gerichtstage wurden in Haren und Haselünne gehalten.

## Leitung
Im Jahre 2016 wurde Anette Schneckenberger Direktorin des Amtsgerichts Meppen. Damit steht zum ersten Mal eine Frau an der Spitze dieses Gerichts.